# Zaplazî, Bârzula
Zaplazî (în ucraineană Заплази) este un sat în comuna Liubașivka din raionul Bârzula, regiunea Odesa, Ucraina.

## Demografie
Componența lingvistică a localității Zaplazî
     Ucraineană (73,13%)
     Română (25,37%)
     Rusă (1,49%)
Conform recensământului din 2001, majoritatea populației localității Zaplazî era vorbitoare de ucraineană (73,13%), existând în minoritate și vorbitori de română (25,37%) și rusă (1,49%).